# Јелена Јањатовић
Јелена Јањатовић (Крагујевац, 20. април 1977) српска је костимографкиња.

## Биографија
Јелена Јањатовић рођена је 20. априла 1977. године у Крагујевцу. У родном граду завршила је основну школу и гимназију. Академију примењених уметности и дизајна (одсек сценски костим) завршила је у Београду 2005. године у класи професорке Миланке Берберовић. У току студија била је стипендиста Књажевско-српског театра, где је и стално запослена од 2005. Прву костимографију ради 1999. године за представу Дангубе Ђордана Бруна у режији Ненада Тодоровића.

## Костимографије у Књажевско-српском театру
- Ђордано Бруно: Дангубе, режија Ненад Тодоровић
- Душан Ковачевић: Доктор шустер, режија Јован Глигоријевић
- Ђорђе Милосављевић: Искористи дан, режија Ђорђе Милосављевић
- Нил Лабјут: Адакиа
- Џон Мардок: Доктор Страп, режија Џон Мардок
- Џон Мортимер: Дезмонд, режија Славица Стојанов
- Ђорђе Милосављевић: Контумац или Берман и Јелена, режија Жанко Томић
- Есхил: Седам, режија Урош Јовановић
- Карло Колоди: Пинокио, режија Душан Бајин
- Јован Стерија Поповић: Лажа и паралажа, режија Драган Јаковљевић
- Фурио Бордон: Последње мене, режија Масимо Лукони
- Александар Ђаја: Повратак кнежевог сокола, режија Бошко Димитријевић
- Николај Васиљевич Гогољ: Дневник једног лудака, режија Душан Станикић
- Јон Лука Карађале: Карневалски призори, режија Матеј Вароди
- Петар Михајловић: Писати скалпелом, режија Ивана Кораксић
- Братислав Милановић: Небесни хлеб, режија Драган Јаковљевић
- Радослав Златан Дорић: Чудо по Јоакиму, режија Славенко Салетовић
- Милош Црњански: Сеобе, режија Пјер Валтер Полиц
- Милош Јаноушек: Гусари, режија Јано Чањи
- Данко Поповић: Конак у Крагујевцу, режија Владимир Лазић
- Бранислав Нушић: Госпођа министарка, режија Јован Грујић
- Марилујзе Флајсер: Пионири у Инголштату, режија Ивана Вујић
- Пинтер, Милер, Платон: Клуб Нови светски поредак, режија Александар Дунђеровић
- Јасмина Реза: Арт, режија Ђорђе Симић, Миломир Ракић и Ђорђе Ђоковић
- По мотивима "Зоолошке приче" Едварда Олбија: Yahoo, режија Милош Крстовић
- Небојша Брадић: Ноћ у кафани Титаник, режија Небојша Брадић
- Мартин Макдона: Лепотица Линејна, режија Милић Јовановић
- Ричард Бин: Један човек, двојица газда, режија Небојша Брадић
- Реџиналд Роуз: Дванаесторица гневних људи, режија Нил Флекман
- Пјер Валтер Полиц (по мотивима приче Стивена Синклера и Ентонија Мекартена): До голе коже, режија Пјер Валтер Полиц
- Данијел Ц. Џексон: Моје бивше, моји бивши, режија Слађана Килибарда
- Ружица Васић: Хладњача за сладолед, режија Примож Беблер
- Луиђи Пирандело: Човек, звер и врлина, режија Марко Мисирача
- Харпер Ли: Убити птицу ругалицу, режија Небојша Брадић
- Горан Марковић: Зелени зраци, режија Милица Краљ
- Кен Лудвиг: Преваранти у сукњи, режија Милић Јовановић
- Бранко Ћопић: Башта сљезове боје, режија Марко Мисирача
- Предраг Трајковић: Три прасета, режија Младен Кнежевић
- Драгана Бошковић: У ствари, театар, режија Андреа Ада Лазић
- Вилијам Шекспир: Сан летње ноћи, режија Пјер Валтер Полиц
- Новица Савић: Опет плаче, ал' сад од среће, режија Драган Јаковљевић
- Јован Стерија Поповић: Кир Јања, режија Драгана Варагић
- Антон Павлович Чехов: Ујка Вања, режија Јован Грујић
- Радован Тишма: Четири брата, режија Драган Јаковљевић
- Дуња Петровић: Џаст мерид, режија Војин Васовић
- Марк Камолети: Боинг Боинг, режија Ненад Гвозденовић
- Петар Михајловић: Двеста, режија Јовица Павић
- Петра Цицварић: Ко нема у вугла, гугла, режија Слађана Килибарда
- Аугуст Стриндберг: Отац, режија Марко Мисирача
- Јоаким Вујић: Негри, режија Анђелка Николић[3]
- Велимир Стојановић: Воћни дан, режија Драган Јаковљевић
- Јован Стерија Поповић: Женидба и удадба, режија Јана Маричић[4]
- Золтан Егреши: Блитва и кромпир, режија Марко Мисирача[5]
- Реј Куни: Бриши од своје жене, режија Ферид Карајица

## Костимографије у другим продукцијама
- Летети, режија Гордан Матић
- Свемиронична бајка, режија Милић Јовановић, Позориште за децу, Крагујевац[6]
- Борислав Хорват: Уста светилишта, режија Драган Јаковљевић, Велики школски час, Спомен-парк "Крагујевачки октобар", Крагујевац
- Манојле Гавриловић: Молитва за Крагујевац, режија Ана Здравковић, Велики школски час, Спомен-парк "Крагујевачки октобар", Крагујевац
- Ђорђе Милосављевић: Нисам крив што сам жив, режија Слађана Килибарда, Велики школски час, Спомен-парк "Крагујевачки октобар", Крагујевац
- Александар Шурбатовић: Поуке из шуме, режија Александар Шурбатовић, Велики школски час, Спомен-парк "Крагујевачки октобар", Крагујевац
- Горан Стефановски: Тетовиране душе, режија Дејан Цицмиловић

## Самосталне и групне изложбе
Галерија "Прогрес", Београд - Путовање (групна изложба)
Музеј примењене уметности, Београд - групна изложба костима за оперу Лулу (инспирисана оригамијем)
Музеј примењене уметности, Београд - групна изложба бунраку лутака за оперу Мадам Батерфлај (у сарадњи са амбасадом Јапана)
Изложба "Костим од скице до сцене", Универзитетска галерија, Крагујевац и Књажевско-српски театар, Крагујевац